# 東京I指令
『東京I指令』（とうきょうこくさいしれい）は、2002年10月7日から2003年3月17日までテレビ朝日系列局で放送されたテレビ朝日製作のバラエティ番組。全21回。放送時間は毎週月曜 24:16 - 24:46 (JST) 、テレビ朝日系全国ネットの深夜番組放送枠『ネオネオバラエティ』月曜の番組として放送。

## 概要
日本で暮らす人々が日頃抱えている悩みを解決すべく、TIMの2人が毎回探偵に扮して彼らの手助けをしていた深夜番組である。
2人が相談に乗る相手は全員外国人で、大和撫子になりたいリオの踊り子や新メニューの食材選びに悩むイタリア人シェフなど、毎回様々な人物たちが2人に仕事を依頼していた。2003年2月10日放送分ではインリン・オブ・ジョイトイがゲスト出演し、TIMとともに秋葉原で売られている家電の値切り交渉をする企画に参加した。番組はこのほかにも、毎回水商売に従事する1人の外国人女性をピックアップしていく「今夜の歌姫」というコーナーを実施していたが（かつて存在していた番組公式サイトでは「今週の“歌姫”」と表記）、こちらは2か月余りで終了した。
なお、番組タイトルの "I" の字は「アイ」ではなく、「こくさい」と発音する。また、英語表記は "Tokyo International Mission" であり、これは頭文字だけにすると "TIM" になるように作られている。

## 出演者
並びはかつて存在していた番組公式サイトでの順に従う。
- レッド吉田 (TIM)
- ゴルゴ松本 (TIM)

## オープニングテーマ
- Rollin' and Tumblin' （ジェフ・ベック）[1]